# Cudillero
Cudillero (em castelhano) ou Cuideiru (em asturiano) é um concelho (município) da Espanha na província e Principado das Astúrias. Tem 100,78 km² de área e em 2019 tinha 4 987 habitantes (densidade: 49,5 hab./km²).
Trata-se de um porto pesqueiro no ocidente asturiano. Cudillero, ou Villa Pixueta, como é conhecida, combina una arquitectura popular muito adaptada ao terreno, com o casario colorido formando uma espécie de anfiteatro de frente ao mar.

## Demografia
| Variação demográfica do município entre 1991 e 2004 | Variação demográfica do município entre 1991 e 2004 | Variação demográfica do município entre 1991 e 2004 | Variação demográfica do município entre 1991 e 2004 |
| --------------------------------------------------- | --------------------------------------------------- | --------------------------------------------------- | --------------------------------------------------- |
| 1991                                                | 1996                                                | 2001                                                | 2004                                                |
| 6657                                                | 6218                                                | 6094                                                | 5998                                                |

## Património
- Igreja do centro histórico;
- Capela del Cudillero;
- Lonja ou a Fonte do Canto;
- Quinta de Selgas — um luxuoso palácio do século XIX, com amplos jardins e quadros de Goya.
- Farol de Cabo Vidio